# Église Saint-Houardon de Landerneau
L'église Saint-Houardon est une église catholique située du côté léonard de Landerneau, dans le département français du Finistère.

## Paroisse
Saint Houardon a été le siège de la paroisse Saint-Houardon de Landerneau jusqu'au 1er septembre 2017, date à laquelle le doyenné qui s'étend de Saint-Thonan à Rosnoën et de Logonna-Daoulas à Loc-Eguiner, soit vingt-deux clochers actifs, sans compter Beuzit-Conogan, est érigé en une unique paroisse.

## Architecture
Henri Waquet a décrit en ces termes la façade de l'église Saint-Houardon :

« La façade se divise en trois étages : au rez-de-chaussée, une large arcade en plein cintre, ouverte entre deux colonnes corinthiennes cannelées, au-dessus un entablement à l'antique, portant un étage en forme d'attique orné de trois belles niches à coquilles et de dix colonnettes et amorti par un fronton triangulaire ; au second étage une sorte d'attique plus bas que le précédent et soutenant un gâble dont les rampants à courbe concave se trouvent doublés par une balustrade à soufflets. (...) Enfin, couronnant le tout, s'élève au sommet un lanternon à dômes et colonnettes. Aux angles de l'édifice, deux épais contreforts, posés obliquement et subdivisés en quatre étages par de fortes moulures (...) offrent une abondante parure de niches, de petites arcades, de modillons, de pilastres et de lanternons. »

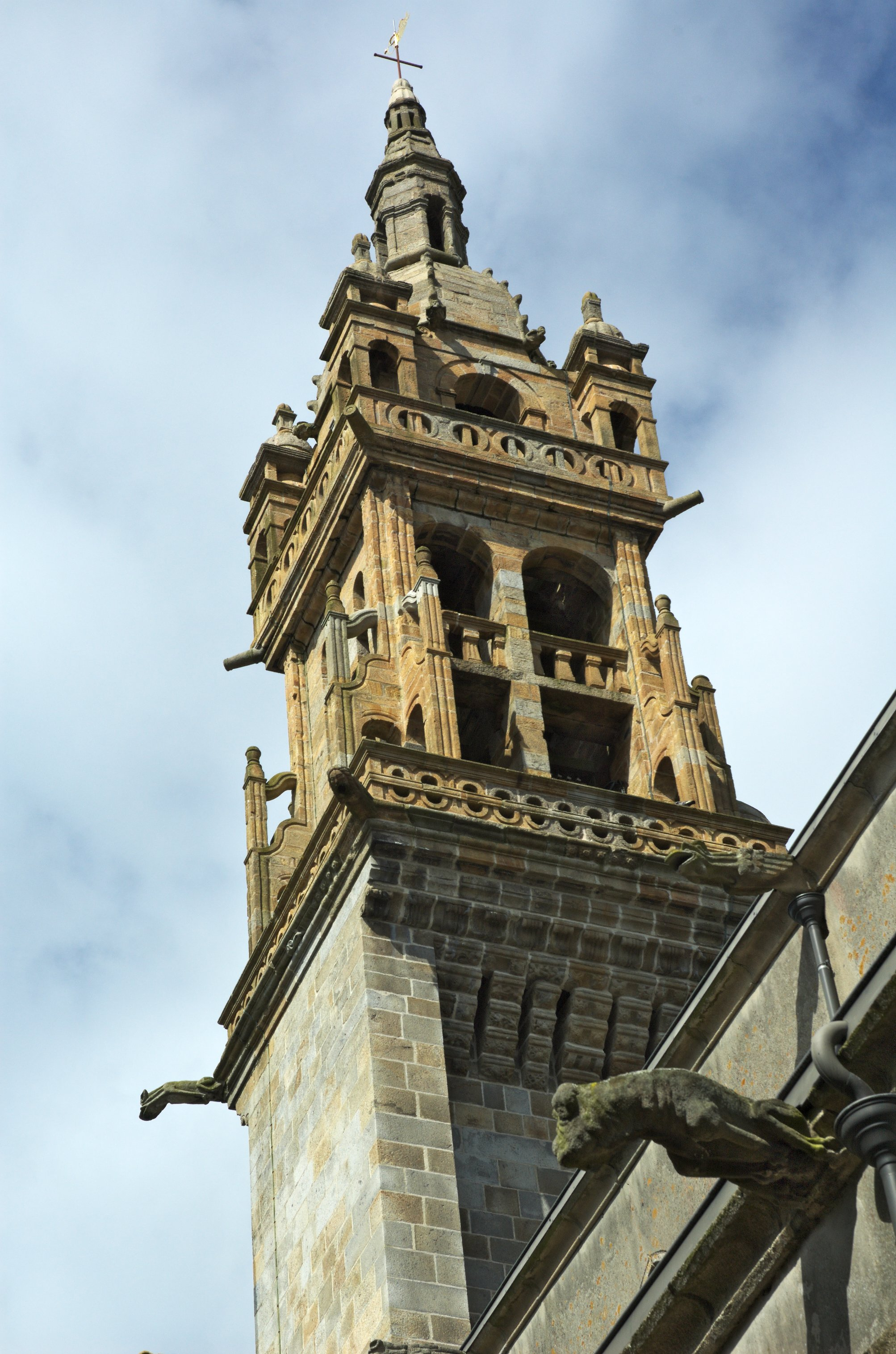
Le clocher de l'église Saint-Houardon à Landerneau
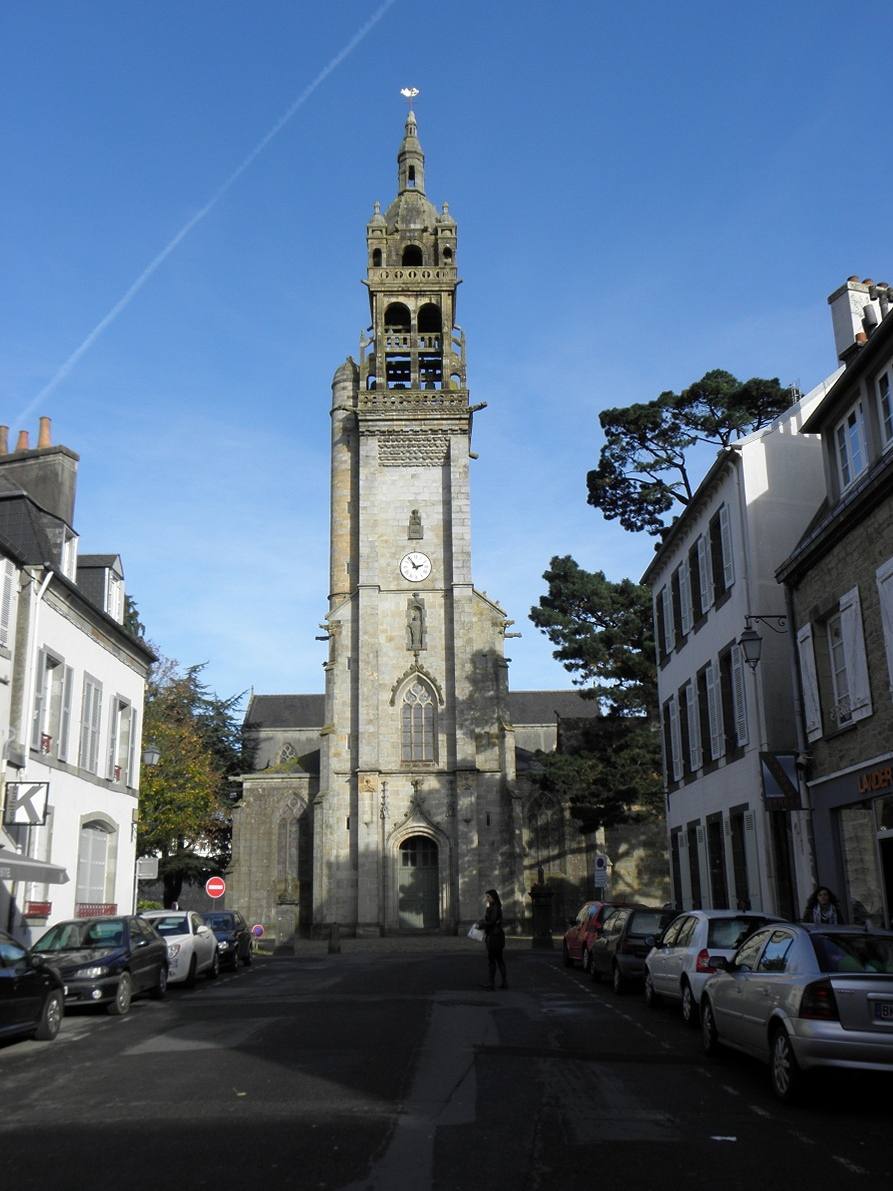
La façade de l'église Saint-Houardon de Landerneau, vue d'ensemble
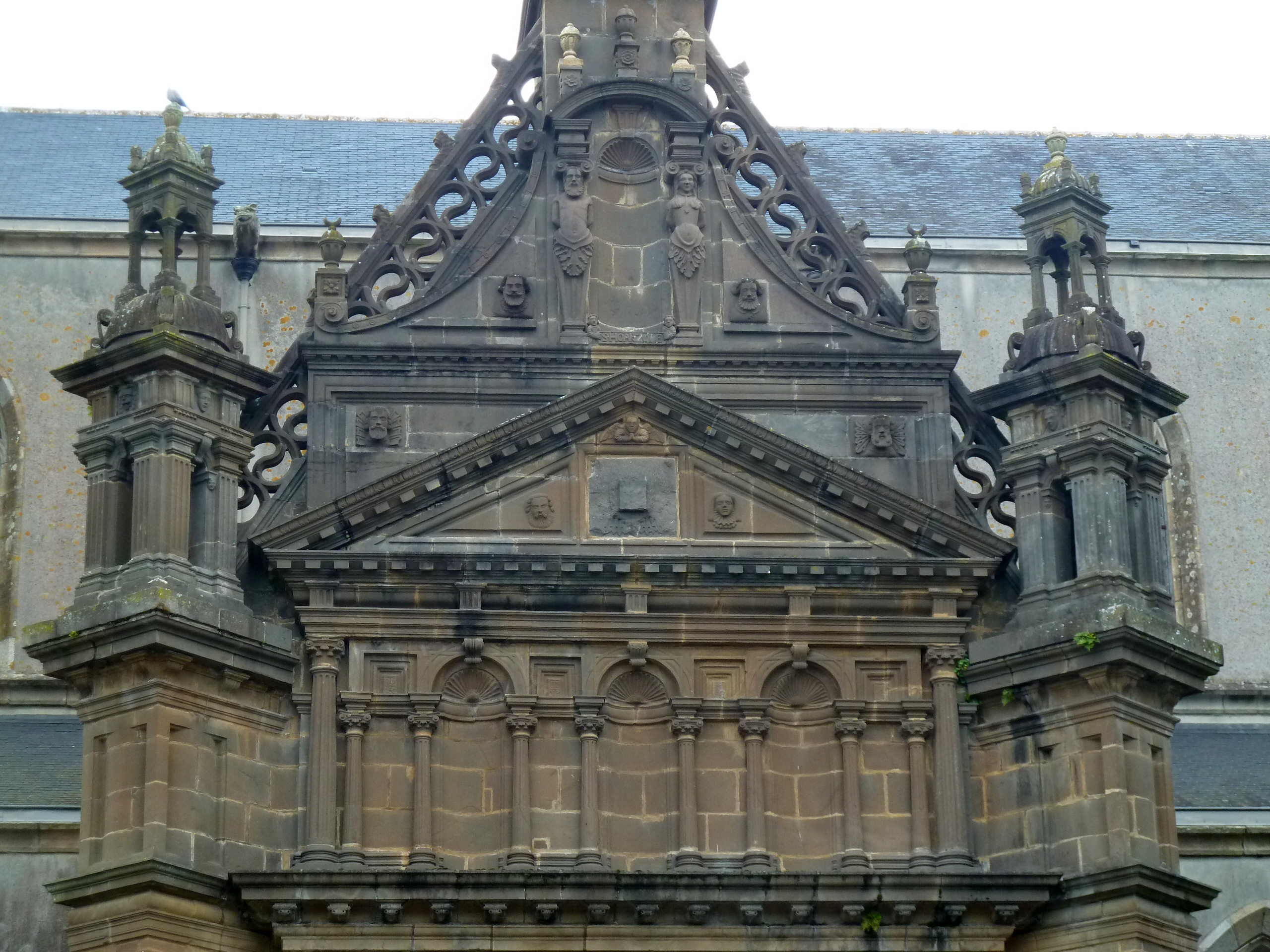
La façade de l'église Saint-Houardon de Landerneau, vue partielle
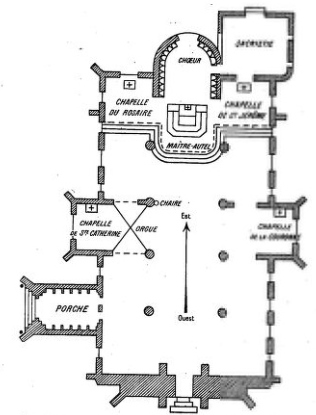
Plan de l'église Saint-Houardon de Landerneau datant de 1779
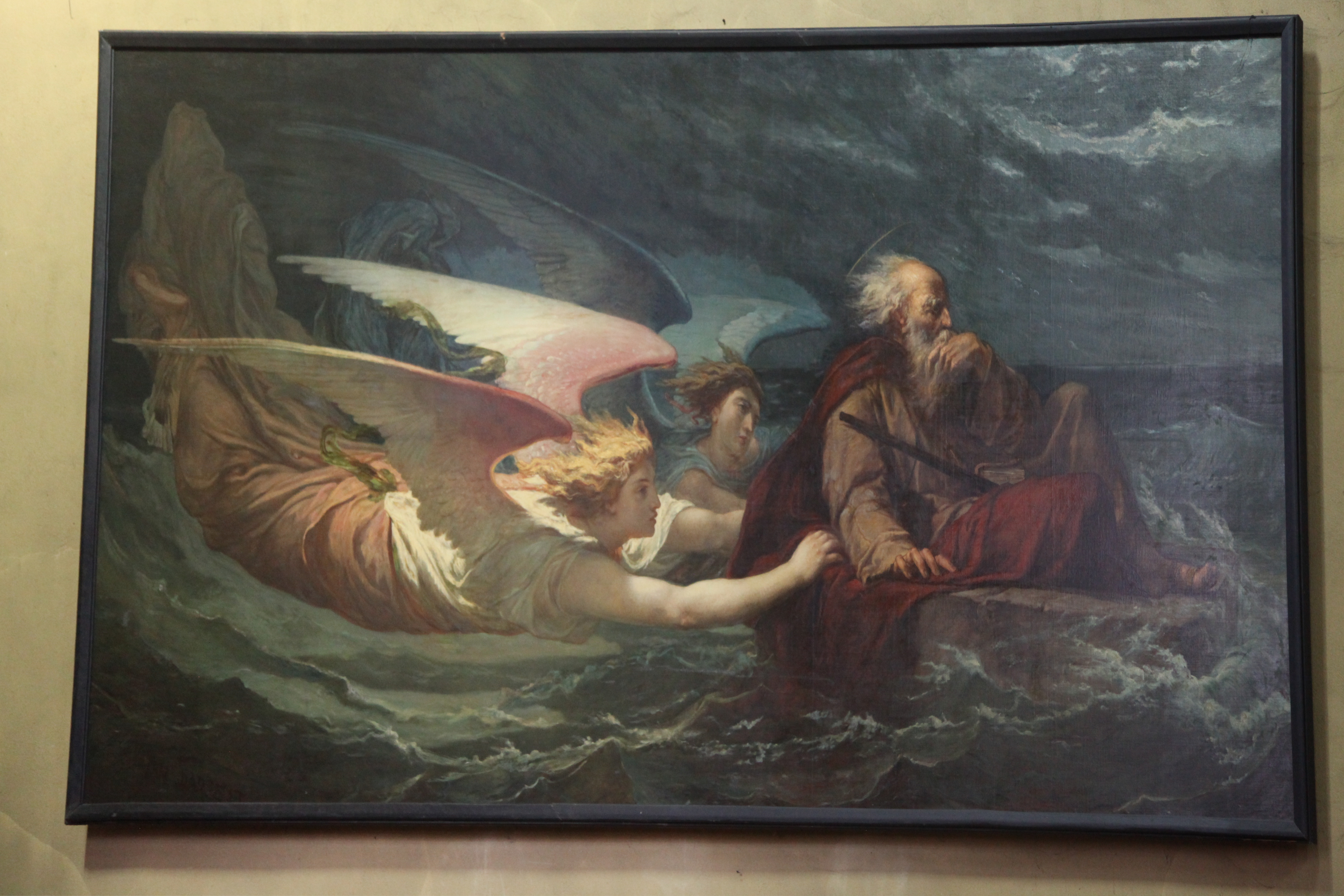
Yan' Dargent : Saint Houardon voguant dans une auge de pierre

## Historique
Une première église Saint Houardon s'est dressée sur la rive de l'Élorn. Elle est reconstruite au XVIe siècle. En 1604, elle est agrandie d'un porche méridional.
En 1858, l'édifice est démonté et remonté en centre ville, là où il se voit aujourd'hui. L'opération est financée par Napoléon III.
Le portail et la tour sont classés monuments historiques le 4 août 1916.

## Peintures
Dans le chœur une fresque du peintre Yan' Dargent (1824-1899): Cortège des saints personnages convergeant vers le Christ glorieux (1891-1893)  ainsi qu'un grand tableau saint Houardon voguant dans une auge de pierre, qui est notamment prié par les marins, 